# 蘇格蘭 (喬治亞州)
蘇格蘭（英語：Scotland）是一個位於美國喬治亞州特爾費爾縣和惠勒縣的城市。

## 地理
蘇格蘭的座標為32°02′55″N 82°49′05″W / 32.04861°N 82.81806°W，而該地的平均海拔高度為50米（即164英尺）。

## 人口
根據2010年美國人口普查的數據，蘇格蘭的面積為3.60平方千米，當中陸地面積為3.60平方千米，而水域面積為0.00平方千米。當地共有人口366人，而人口密度為每平方千米101.67人。